# Кінко

Кінко (яп. 錦江町, きんこうちょう, кінко тьо) — містечко в Японії, у південно-східній частині префектури Каґосіма.